# David S. Garber
David S. Garber (né le 9 octobre 1898 à Floyd Knobs (en), dans l'Indiana et mort le 30 mars 1984  est un décorateur de cinéma et directeur artistique américain). Il a conçu les décors de plus de soixante films entre 1926 et 1957, dont un grand nombre de westerns.

## Filmographie partielle
- 1926 : Fighting with Buffalo Bill (en) de Ray Taylor
- 1927 : L'Homme aux cheveux rouges (The Silent Rider) de Lynn Reynolds
- 1927 : A One Man Game (en) d'Ernst Laemmle
- 1927 : Rough and Ready d'Albert S. Rogell
- 1927 : Set Free d'Arthur Rosson
- 1927 : Blazing Days (en) de William Wyler
- 1927 : Straight Shootin' de William Wyler
- 1927 : Hey! Hey! Cowboy de Lynn Reynolds
- 1927 : The Rambling Ranger (en) de Dell Henderson
- 1927 : Red Clay d'Ernst Laemmle
- 1927 : Hard Fists de William Wyler
- 1927 : The Broncho Buster d'Ernst Laemmle
- 1927 : Le Roi de la prairie de B. Reeves Eason
- 1927 : Grinning Guns (en) d'Albert S. Rogell
- 1927 : The Western Whirlwind (en) d'Albert S. Rogell
- 1927 : The Denver Dude (en) de B. Reeves Eason
- 1927 : Desert Dust de William Wyler
- 1927 : The Fighting Three (en) d'Albert S. Rogell
- 1932 : 70,000 Witnesses de Ralph Murphy